# Alsterdorf (metropolitana di Amburgo)
Alsterdorf è una fermata della Metropolitana di Amburgo, sulla linea U1, situato tra le fermate di Lattenkamp e Sengelmannstraße.

## Struttura

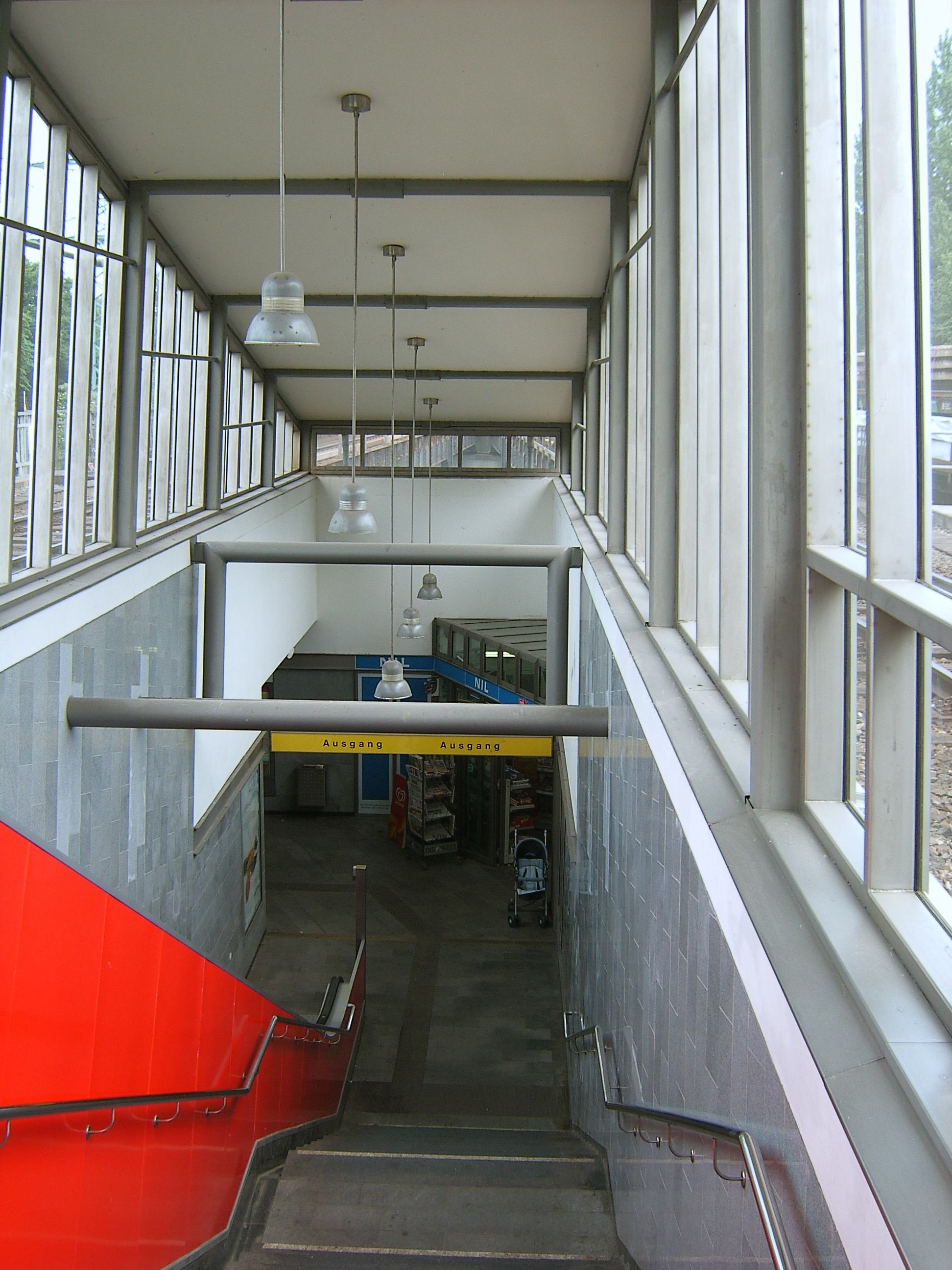
Ingresso dai binari alla biglietteria

La fermata di Alsterdorf è organizzata con un marciapiede centrale lungo 120 metri.
La fermata si trova in mezzo ai binari di una ferrovia che corre parallela, su cui passano i convoglio ferrovie dello stato tedesche e la S-Bahn. A sinistra, c'è la direzione nord della S-Bahn, con banchine della metropolitana per Norderstedt Mitte. Nella destra, invece, c'è la direzione sud della S-Bahn, con banchine della metropolitana per il centro di Amburgo, Ohlstedt e Großhansdorf.